# Hermann II. Wesel
Hermann II. Wesel († Juni 1563 in Russland) war ein deutscher Geistlicher in Livland und Fürstbischof von Dorpat.
Hermann stammte vermutlich aus der Stadt Wesel am unteren Niederrhein und trug möglicherweise den Namen Hermann Weiland. Sein Vater soll Hutmacher gewesen sein.
Er wurde Abt des Zisterzienserklosters Falkenau in Livland. Am 17. Oktober 1552 wählte ihn das Domkapitel des Bistums Dorpat als Hermann II. zum Fürstbischof. Am 25. Juni 1554 wurde die Wahl durch den Papst bestätigt. Gleichzeitig blieb er Oberhaupt des Klosters Falkenau.
1558 brach der Livländische Krieg (1558–1583) über die Region herein. Bereits zu Beginn des Krieges wurden das Bistum Dorpat und später die Kleinstaaten Livlands durch russische Truppen fast vollständig zerstört. Dorpat kapitulierte am 18. Juli 1558.
Bischof Hermann II. durfte sich zunächst für einige Wochen nach Falkenau zurückziehen. Russische Truppen deportierten ihn am 23. August 1558 ins Innere Russlands, wo er 1563 starb. Er war der letzte Bischof von Dorpat.